# 1903 en cyclisme
| Années du cyclisme : 1900 - 1901 - 1902 - 1903 - 1904 - 1905 - 1906    |
| Décennies du cyclisme : 1870 - 1880 - 1890 - 1900 - 1910 - 1920 - 1930 |

Les faits marquants de l'année 1903 en cyclisme.

## Par mois

### Janvier
- 19 janvier : le journal L'Auto annonce dans sa une la création du Tour de France.

### Avril
- 11 avril :le Français Hippolyte Aucouturier gagne le Paris-Roubaix.

### Mai
10 mai : le Français Hippolyte Aucouturier gagne Bordeaux-Paris.
24 mai : l'Espagnol Ricardo Peris devient champion d'Espagne sur route.
25 mai : l'Italien Giovanni Erbi gagne Milan-Turin. L'épreuve ne sera pas disputée en 1904 et reprendra en 1905.

### Juillet
- 1er juillet : départ du premier Tour de France. Le Français maurice Garin gagne la 1re étape Paris-Lyon.
- 5 juillet : le Français Hippolyte Aucouturier gagne la 2e étape Lyon-Marseille.
- 8 juillet : le Français Hippolyte Aucouturier gagne la 3e étape Marseille-Toulouse.
- 12 juillet : le Suisse Charles Laeser gagne la 4e étape Toulouse-Bordeaux.
- 13 juillet : le Français Maurice Garin gagne la 5éme étape Bordeaux-Nantes.
- 18 juillet : le Français Maurice Garin gagne la 6éme et dernière étape Nantes-Paris.
- 19 juillet : Maurice Garin remporte le Tour de France en étant leader de la première à la dernière étape.

### Août
- 16 au 22 août : championnats du monde de cyclisme sur piste au vélodrome d'Ordrup à Copenhague. Le Danois Thorvald Ellegaard est champion du monde de vitesse professionnelle pour la troisième fois d'affilée. Le Britannique Arthur L. Reed est champion du monde de vitesse amateur.

### Septembre
20 septembre : l'Italien Enzo Spadoni gagne Rome-Naples-Rome.
29 septembre : le Belge Arthur Vanderstuyft devient champion de Belgique sur route.

## Principales naissances
- 20 février : Charles Pélissier, cycliste français, vainqueur de seize étapes du Tour de France, dont huit lors de l'édition 1930 († 28 mai 1959).
- 18 juin : Charles Meunier, cycliste français, vainqueur du Paris-Roubaix 1929 († 18 juin 1971).
- 10 octobre : Ferdinand Le Drogo, cycliste français, vainqueur d'étape du Tour de France, deux fois champion de France, et vice-champion du monde sur route en 1931 († 23 avril 1976).
- 17 novembre : Lucien Michard, cycliste français, champion olympique de vitesse en 1924 et six fois champion du monde († 1er novembre 1985).
- 23 décembre : Armand Blanchonnet, cycliste français, champion olympique sur route en 1924 († 17 septembre 1968).